# SN 2009ky
SN 2009ky – supernowa typu Ia odkryta 18 października 2009 roku w galaktyce A033428-2754. W momencie odkrycia miała maksymalną jasność 20,80m.